# 靺鞨語
靺鞨語（まっかつご）は、靺鞨が使用していた言語である。

## 概要
靺鞨の前身というべき挹婁や勿吉について、『魏志』東夷伝挹婁条は「その人の形夫余に似る。言語、夫余、句麗と同じからず」とある。『北史』勿吉伝は「勿吉国は高句麗の北にあり。一に靺鞨と曰う。…言語、独り異なる」とあり、靺鞨の言語は周辺諸民族ときわだって異なっていた。さらに、靺鞨語とはいえ、越喜靺鞨、鉄利靺鞨、払涅靺鞨などの靺鞨諸部族によって多様な差異、方言があったとみられる。　
エ・ヴェ・シャフクノフ（英語: Ernst Vladimirovich Shavkunov、ロシア語: Эрнст Владимирович Шавкунов）の研究によると、渤海人と靺鞨の名前の後尾には「蒙」の字が付いていることがあるが（烏借芝蒙、己珎蒙、慕思蒙など）、これは靺鞨語の重要な膠着語尾の一つを示しており、ツングース系民族は氏族を「木昆 (満州語: ᠮᡠᡴᡡᠨ、 転写：mukūn)」「謀克」と称しているが、「蒙」の音が「木」や「謀」の音と近いことを考えると、この「蒙」の音はその人が属する氏族を表す音節であろうと推測できる。
810年5月、来日した渤海使の一員である首領の高多仏が使節団から離脱して、越前国にとどまり、亡命した。その後、高多仏は越中国に移されて、史生の羽栗馬長と習語生らに渤海語を教習した。高多仏が教習した渤海語とは、靺鞨語とみられる。

## 関連事項
- 高句麗語
- 扶余語族
- 渤海語